# Euphorbia spiralis
Euphorbia spiralis är en törelväxtart som beskrevs av Isaac Bayley Balfour. Euphorbia spiralis ingår i släktet törlar, och familjen törelväxter. IUCN kategoriserar arten globalt som livskraftig.
Artens utbredningsområde är Socotra. Inga underarter finns listade i Catalogue of Life.